# Критово (Красноярский край)

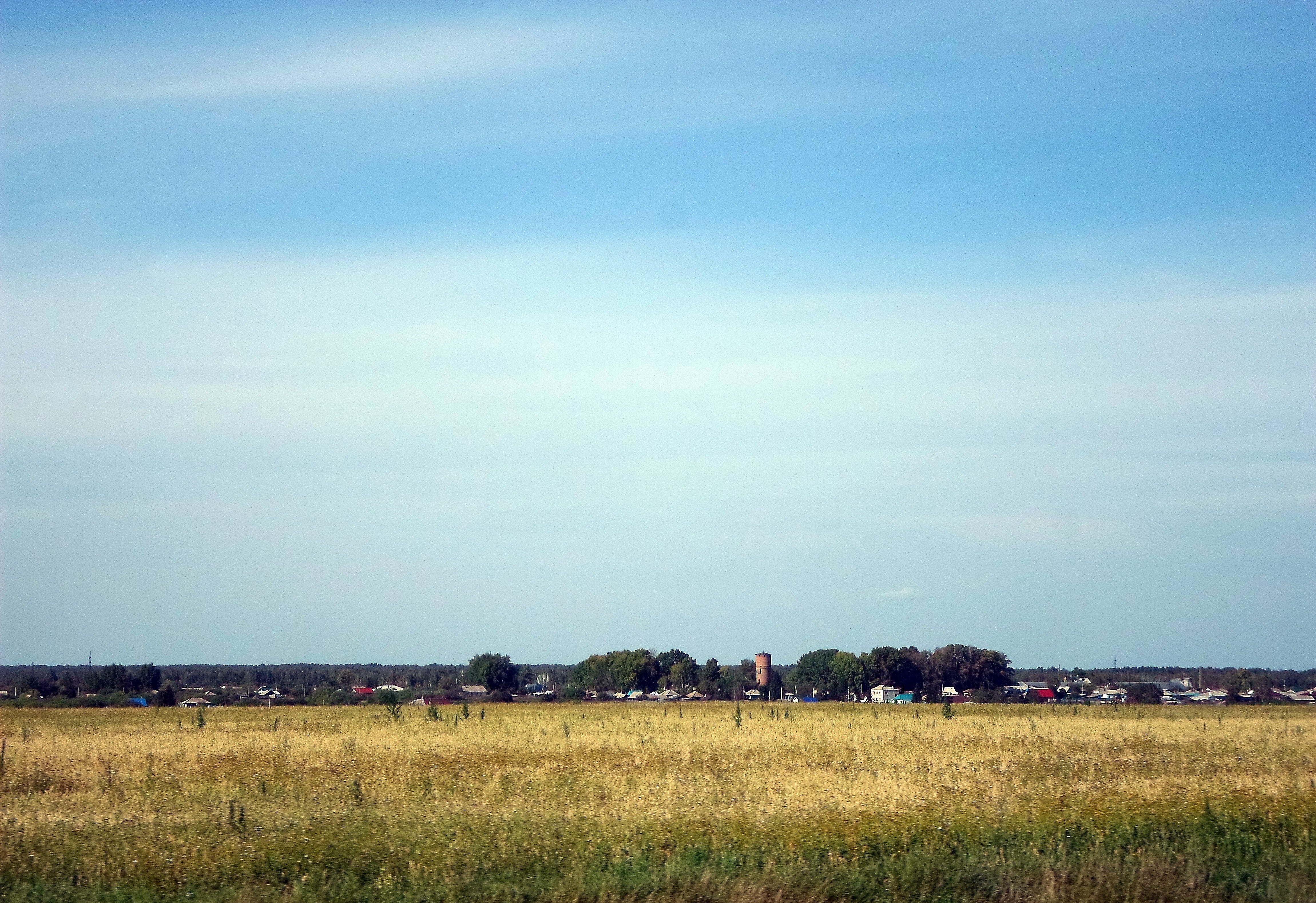
Село Критово. Вид с федеральной автомагистрали «Сибирь»

Кри́тово — село в Боготольском районе Красноярского края России. Административный центр Критовского сельсовета. 

## География
Находится на Транссибирской магистрали (станция Критово) севернее реки Чулым (3—4 км), в 31 км к востоку от районного центра, города Боготол, на высоте 249 метров над уровнем моря. В 1,5 км к югу от села проходит федеральная автомагистраль Р255 «Сибирь».

## Население
| 2010 |
| ---- |
| 1156 |

Гендерный состав
По данным Всероссийской переписи населения 2010 года 555 мужчин и 601 женщина из 1156 чел.

## Улицы
Уличная сеть села состоит из 16 улиц и 1 переулка.